# Zeiritzkampel
Zeiritzkampel är ett berg i Österrike.   Det ligger i distriktet Leoben och förbundslandet Steiermark, i den östra delen av landet, 150 km sydväst om huvudstaden Wien. Toppen på Zeiritzkampel är 2 125 meter över havet, eller 623 meter över den omgivande terrängen. Bredden vid basen är 17,1 km.
Terrängen runt Zeiritzkampel är bergig åt nordväst, men åt sydost är den kuperad. Närmaste större samhälle är Eisenerz, 13,7 km öster om Zeiritzkampel. 
I omgivningarna runt Zeiritzkampel växer i huvudsak blandskog. Runt Zeiritzkampel är det ganska tätbefolkat, med 60 invånare per kvadratkilometer.